# Rugghubel
Der Rugghubel ist eine Anhöhe oberhalb von Engelberg (Kanton Obwalden) auf 2296 m ü. M. in den Urner Alpen.

## Lage
Der Rugghubel liegt in einem Gebirgskessel fünf Kilometer nordöstlich von Engelberg. Nach Südwesten ist der Kessel offen und fällt über steile Feldabstürze zum sogenannten End der Welt ab. Die Umrandung des Kessels bilden 2500 bis 2800 m hohe Gebirgsstöcke; unter ihnen Gemsispil, Wissigstock, Engelberger Rotstock, Ruchstock, Laucherenstock und Grosser Sättelistock.

## Zugänge, Wanderungen und Touren
Auf dem Brunni führen sowohl von der Seilbahnstation Ristis als auch von der Brunnihütte Wege zur Alp Rigidal. Von dort führt ein Pfad oberhalb der Felsabstürze über dem End der Welt zur Alp Planggen und von dort aus weiter auf den Rugghubel. Die Höhendifferenz ab Ristis beträgt etwas weniger als 700 m; die Wegzeit ist mit 2½ Stunden angegeben. Im Winter ist der Pfad oberhalb des End der Welt meist nicht begehbar.
Eine anspruchsvollere Wanderung führt übers Rot Grätli in einem weiten Bogen durch das Schöntal und über die Bannalper Schonegg zur Oberrickenbacher Bannalp. Dieser Pfad von der Bannalp her ist im Winter der hauptsächliche Zugang zum Rugghubel.
Eine ebenso anspruchsvolle Wanderung folgt bis zum Rot Grätli demselben Pfad, biegt dann jedoch nach rechts ab, hinauf auf den Grat zum Wissigstock.
Hochalpine Bergtouren führen auf den Schlittchuechen, den Walenstock, den Wissberg, den Hahnen und den Uri Rotstock. Auf Skiern sind Besteigung und Abfahrten von Wissigstock, Leist, Ruchstock, Brunnistock, Uri Rotstock möglich.

## Hütte
Leicht südwestlich unterhalb steht die Rugghubelhütte (2290 m ü. M.) der SAC-Sektion Titlis als Ziel oder Zwischenstation von Wanderungen und Hochgebirgstouren.

## Sehenswertes
Die Landschaft um den Rugghubel bildet eine weite Hochgebirgsarena, ringsherum begrenzt von schroffen Felswänden. Nach Osten hin überragen Schnee und Eis des Schlossfirns an manchen Stellen den Grat. Unten im Kessel bildet alpines Gras die Vegetation. Nach Südwesten hin öffnet sich der Blick tief ins Engelbergertal. Bei guter Sicht sieht man in dieser Richtung über den Jochpass hinweg bis zu den Gipfeln des Berner Oberlandes.
Im Rugghubelgebiet kann man gut alpine Wildtiere beobachten, insbesondere Murmeltiere, seltener auch Gämsen und Steinböcke.

## Regelmässige Veranstaltungen
Jedes Jahr im Sommer findet der Rugghubel-Berglauf von Engelberg hinauf auf den Rugghubel statt. Die Höhendifferenz beträgt 1286 m; die Laufstrecke 8500 m. Der Lauf zählt zur Zentralschweizerischen Bergmeisterschaft. Die besten Läufer schaffen die Strecke in weniger als einer Stunde.